# La Chapelle-du-Bard
La Chapelle-du-Bard è un comune francese di 497 abitanti situato nel dipartimento dell'Isère della regione dell'Alvernia-Rodano-Alpi. Il suo territorio è attraversato dal torrente Breda.

## Società

### Evoluzione demografica
Abitanti censiti